# آزادراه ام۳۲

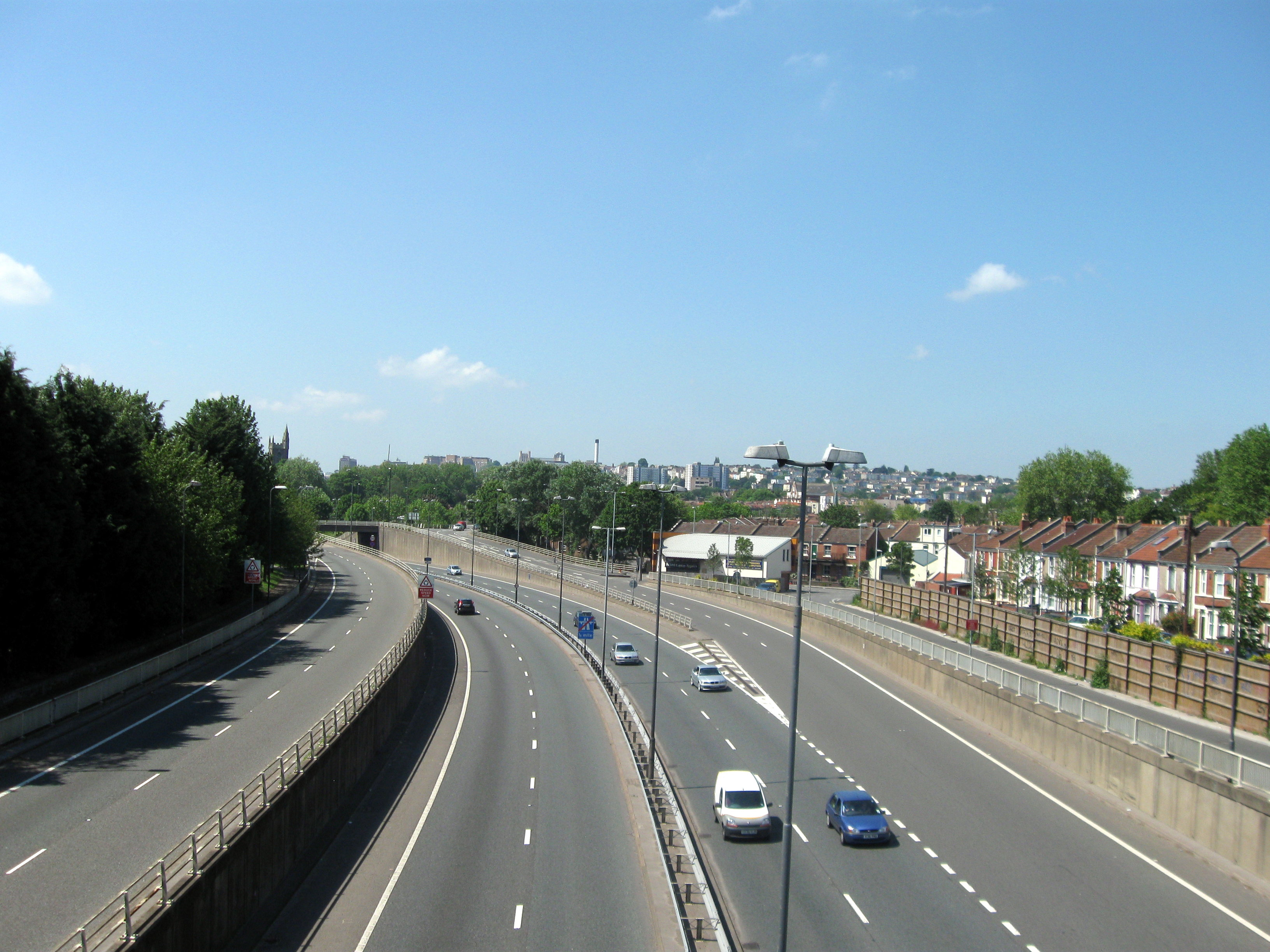
آزادراه‌ام۳۲

آزادراه‌ام۳۲ (به انگلیسی: M32 motorway) یک آزادراه در کشور انگلستان است.
این آزادراه که در شهر همبروک شروع میشود، ۷.۴ کیلومتر (۴.۶ مایل) مسافت دارد و در شهر بریستول به پایان میرسد.